# Triple H 興信所
《Triple H 興信所》（韓語：트리플H 흥신소），或譯作《Triple H 興新所》、《Triple H 徵信社》，是韓國K STAR电视台的綜藝節目。

## 節目內容
以Cube娛樂旗下的企劃組合Triple H為主角，成員有個人歌手泫雅、PENTAGON的Hui、E'Dawn。
節目中泫雅會分享音樂背後的故事、「Triple H」的組成過程、練習現場等。
节目于4月13日公開節目預告，4月19日举行製作發表會，并于当日起每週三、週四晚間8時在K STAR和CUBE TV同步播出。
其後，節目在網絡頻道E! Online Asia，以及日本dTV播出。